# Spoorlijn 77A
Spoorlijn 77A was een Belgische spoorlijn tussen Lokeren en Moerbeke. Vanuit het station Lokeren takte deze lijn af van spoorlijn 59 (Antwerpen – Gent). Deze enkelsporige lijn was 9 km lang.
Spoorlijn 77A is het laatste bestaande gedeelte van lijn 77 tussen Y Rostijne en Moerbeke.

## Geschiedenis
Spoorlijn 77A werd aangelegd door de spoorwegmaatschappij "Chemin de fer de Lokeren à la frontière des Pays-Bas", die in 1878 werd genationaliseerd. De lijn werd geopend op 25 maart 1867. Oorspronkelijk was het de bedoeling om de spoorlijn tweesporig te maken, wat nog duidelijk nog zichtbaar is aan de brugpijlers van Spletterenbrug, die dubbel zo breed zijn dan de brug zelf. Dit is echter nooit gebeurd, en de lijn bleef enkelsporig. Na bijna 100 jaar stoomtreindienst werd de lijn buiten gebruik gesteld en opgebroken. De lijn werd nooit geëlektrificeerd.
In 1960 reed de laatste personentrein, en in 1971 de laatste goederentrein. Twee jaar later werden de sporen weggehaald. De spoorwegbedding bleef bestaan en is nu geasfalteerd tussen Lokeren en de N433 (die Lokeren met Moerbeke verbindt), en doet dienst als wandel- en fietspad.
"De route", zoals de geasfalteerde spoorlijn in de volksmond wordt genoemd, voert door natuur (Daknamse meersen), over een oude spoorbrug over de Moervaart (Spletterenbrug) en langs de gerenoveerde stationnetjes van Daknam en Eksaarde.
In de volgende plaatsen is of was er een aansluiting op de volgende spoorlijnen:
Lokeren
Spoorlijn 57 tussen Aalst en Lokeren
Spoorlijn 59 tussen Y Oost-Berchem en Gent-Dampoort
Moerbeke
Spoorlijn 77 tussen Sint-Gillis-Waas en Zelzate

## Galerij

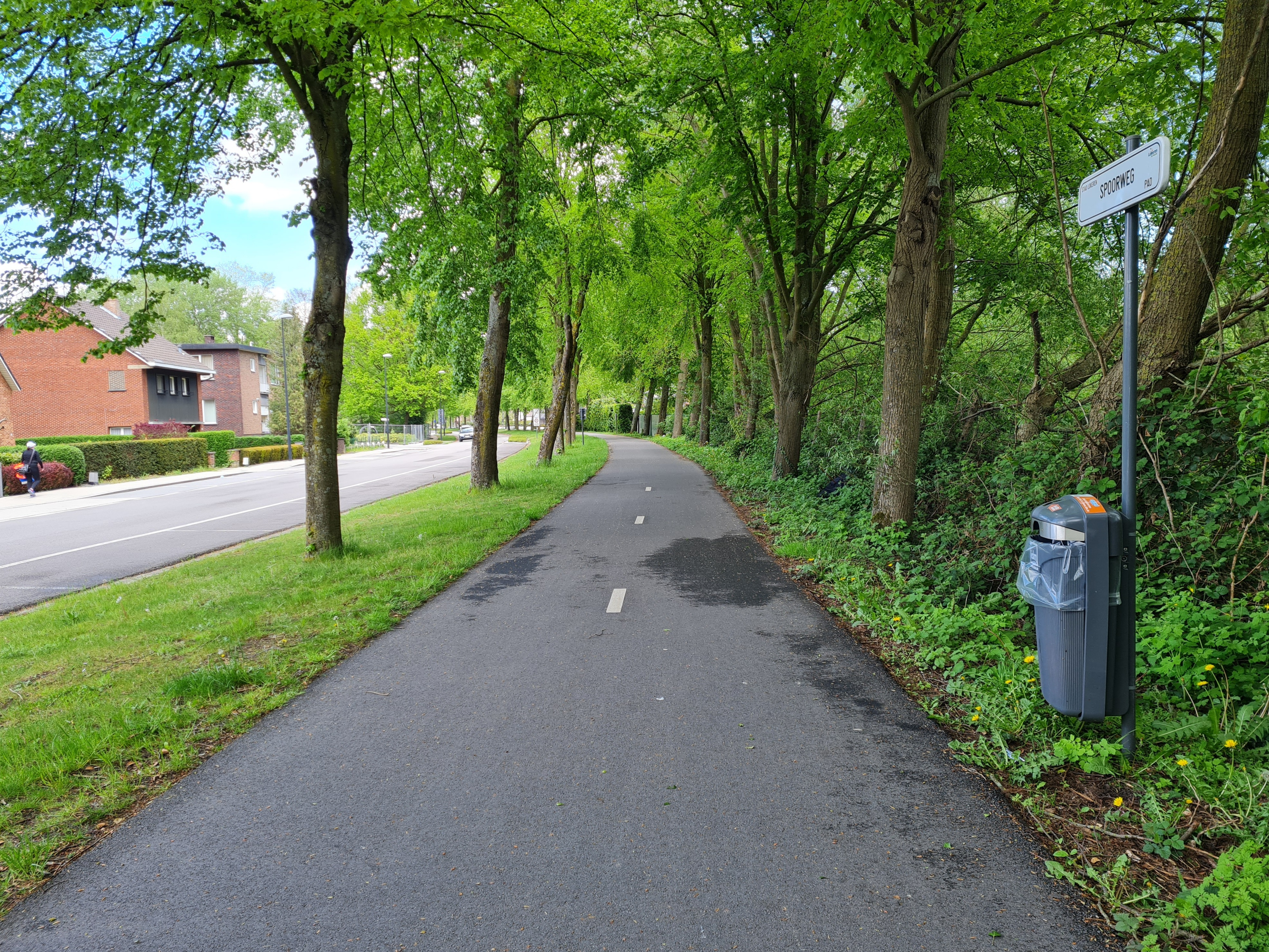
Begin van het Spoorwegpad, in de volksmond De Route in Lokeren
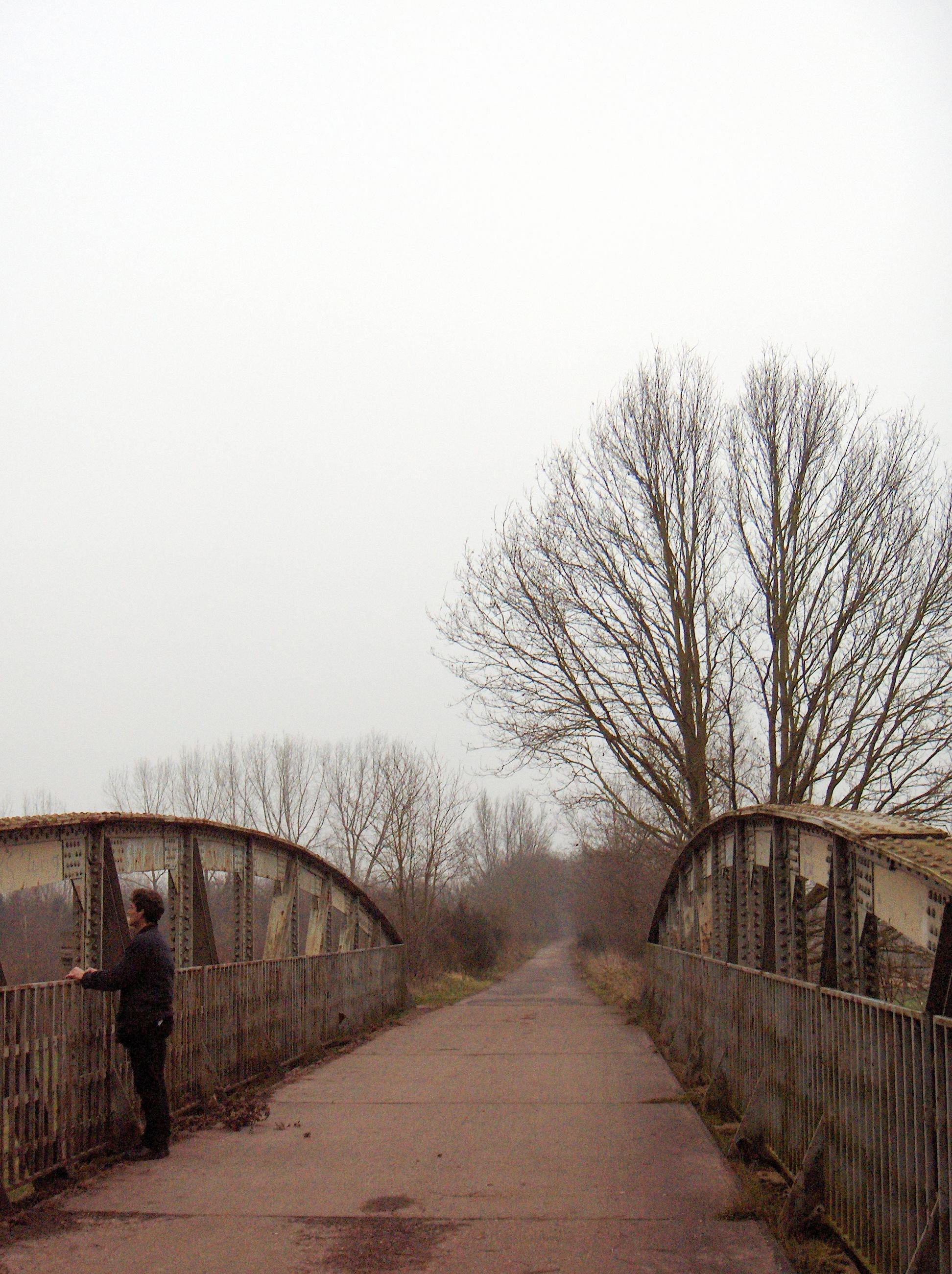
Spletterenbrug (2006)
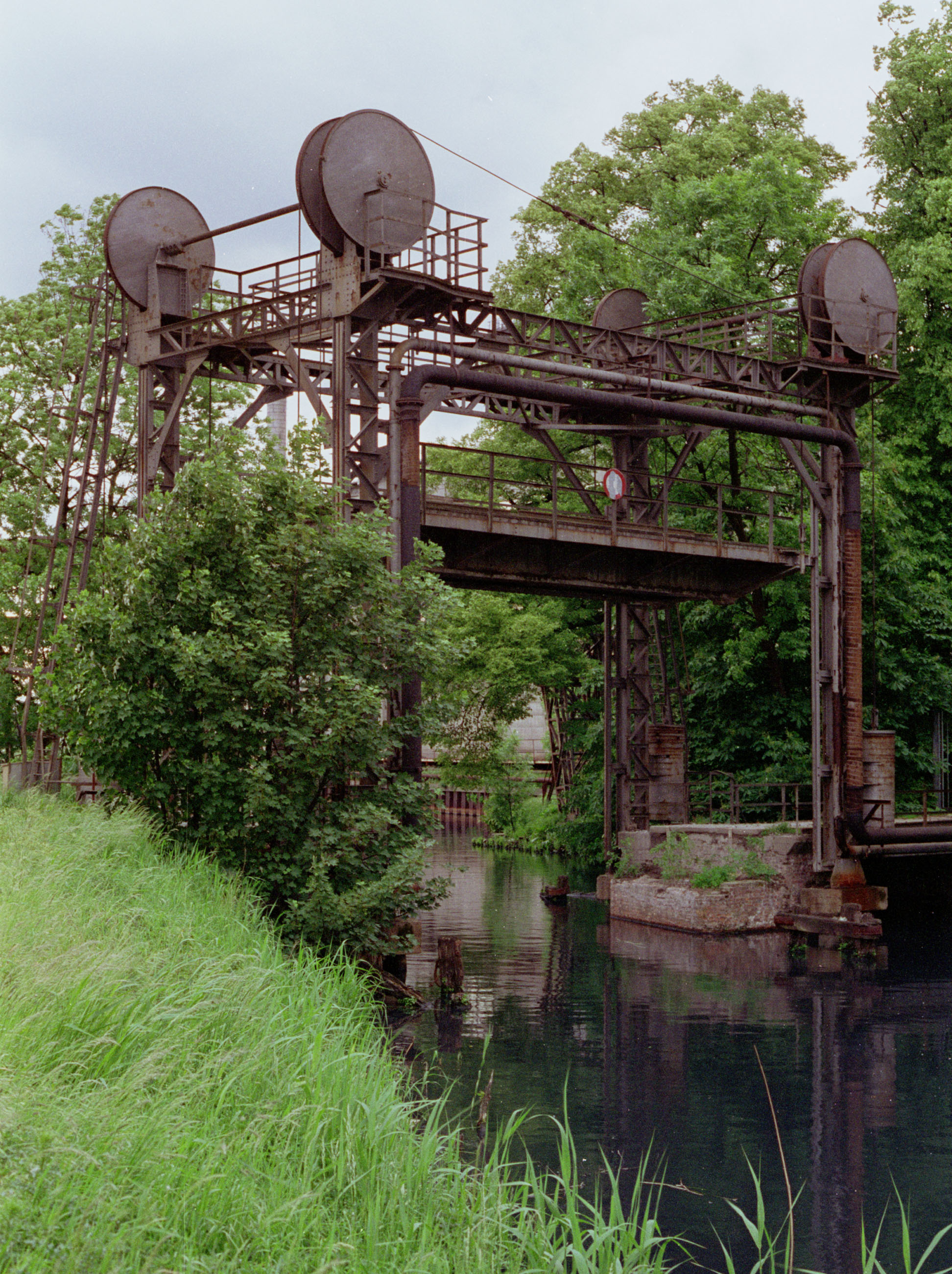
Vapeurbrug te Moerbeke (1993)